# Gardens by the Bay
Les Gardens by the Bay (« Jardins près de la baie ») sont un parc naturel urbain de terre-plein situé dans la Région centrale de Singapour. S'étendant sur 101 ha et abritant près de 20 000 espèces différentes de plantes, il se compose de trois jardins riverains : Bay East Garden (32 ha), Bay Central Garden (15 ha) et Bay South Garden (54 ha), le plus grand,.
Ce parc fait partie d'une stratégie du gouvernement singapourien visant à transformer la « ville-jardin » en une « ville dans un jardin », avec comme objectif déclaré d'améliorer la qualité de vie en améliorant la verdure et la flore de la cité-État. Cité où la verdure omniprésente fait partie intégrante de son paysage urbain, les espaces verts couvrant plus de 50 % de son territoire. 
D'abord annoncé par le Premier ministre Lee Hsien Loong, lors du Rassemblement de la Fête nationale en 2005, les Gardens by the Bay sont le premier espace récréatif extérieur urbain de Singapour et « une icône nationale ». En 2006, un concours international pour la conception du parc avait eu lieu, attirant plus de 70 participants soumis par 170 entreprises de 24 pays. En juin 2012, il ouvre ses portes au public.
Le parc est très populaire avec un total de 20 millions de visiteurs en 2015 puis de 50 millions en 2021,. En 2022, selon un palmarès du site anglophone HouseFresh qui a agrégé les avis de dizaine de milliers de touristes, les Gardens by the Bay sont désignés plus beau jardin du monde, devant le Jardin Majorelle de Marrakech et le Jardin du Luxembourg de Paris,,.

## Bay South Garden
Bay South Garden a ouvert au public le 29 juin 2012. C'est le plus grand des trois jardins (54 hectares) et il vise à mettre en valeur le meilleur de l'horticulture tropicale et de l'art du jardin.

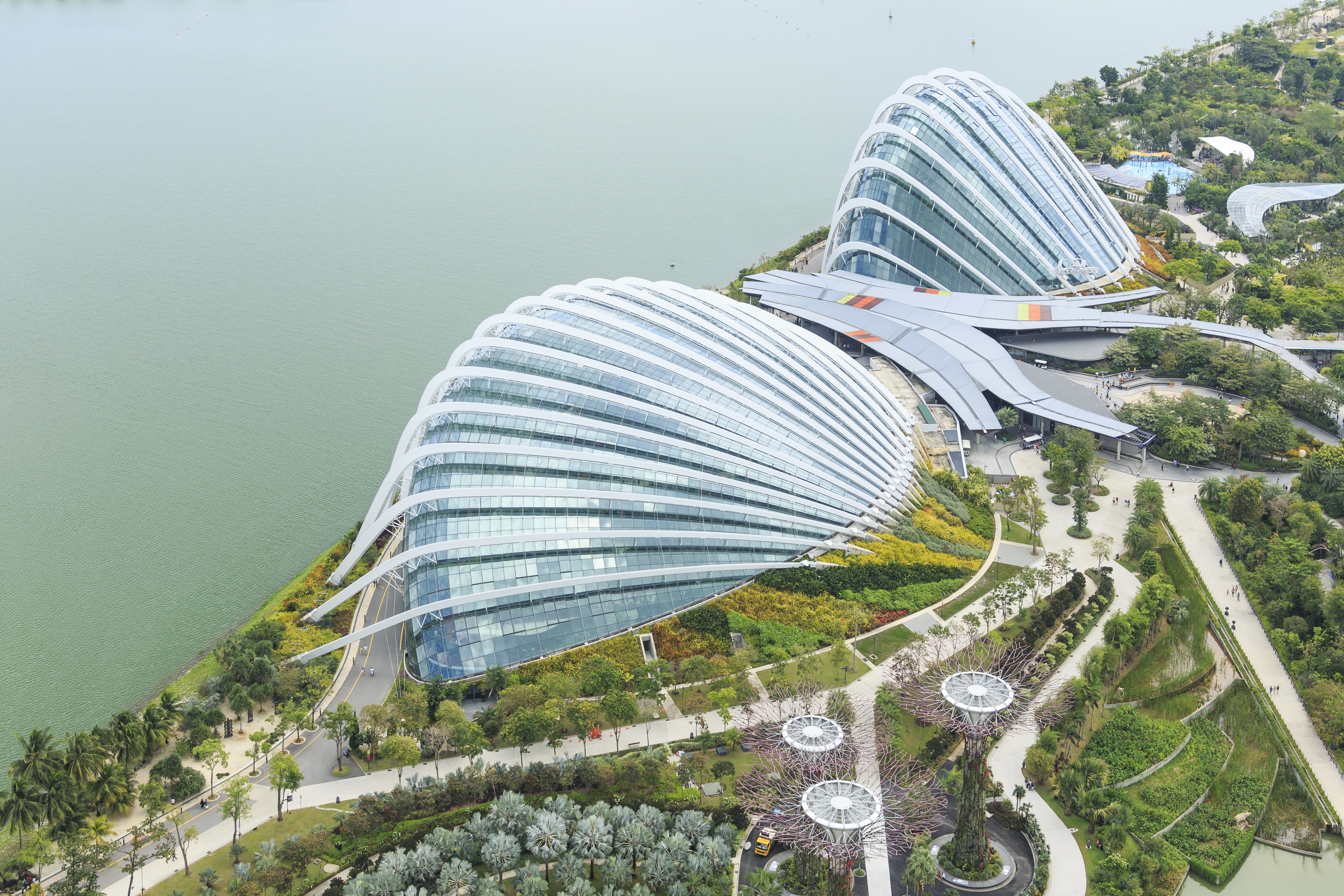
Les serres Flower Dome et Cloud Forest

Le concept global de son plan directeur s'inspire d'une orchidée car elle est représentative des tropiques et de Singapour, étant la fleur nationale du pays, la Vanda 'Miss Joaquim'. L'orchidée prend racine au bord de l'eau (conservatoires), tandis que les feuilles (reliefs), pousses (chemins, routes et liens) et racines secondaires (eau, énergie et communication) forment un réseau intégré de fleurs (jardins thématiques et Superarbres) aux intersections clés.

## Bay East Garden
Bay East Garden est un parc de 32 hectares qui a une façade de 2 kilomètres en bordure du réservoir Marina. Un parc provisoire a été aménagé au Bay East Garden à l'appui des Jeux olympiques de la jeunesse d'été de 2010. La première phase du jardin a été ouverte au public en octobre 2011, permettant un accès alternatif au Barrage de la Marina.
Il est conçu comme une série de grands jardins en forme de feuilles tropicales, chacun avec son propre design, caractère et thème d'aménagement paysager. Il y aura cinq entrées d'eau alignées avec la direction du vent dominant, maximisant et prolongeant le rivage tout en permettant au vent et à l'eau de pénétrer le site pour aider à refroidir les zones d'activité autour d'eux.
Bay East Garden offre aux visiteurs une vue imprenable sur les toits de la ville. Les développements à venir de Bay East Garden seront basés sur le thème de l'eau.

## Bay Central Garden
Bay Central Garden servira de lien entre Bay South et Bay East Gardens. Il occupe 15 hectares avec une promenade de front de mer de 3 kilomètres qui permet des promenades pittoresques s'étendant du centre-ville à l'est de Singapour. Bay Central Garden se développera encore dans les prochaines années.